# Unterseeboot 432
 (juillet 2016).
Si vous disposez d'ouvrages ou d'articles de référence ou si vous connaissez des sites web de qualité traitant du thème abordé ici, merci de compléter l'article en donnant les références utiles à sa vérifiabilité et en les liant à la section « Notes et références ».
L'Unterseeboot 432 ou U-432 est un U-Boot type VIIC utilisé par la Kriegsmarine pendant la Seconde Guerre mondiale.
Le sous-marin fut commandé le 23 septembre 1939 à Dantzig (Schichau-Werke), sa quille fut posée le 14 janvier 1940, il fut lancé le 3 février 1941 et mis en service le 26 avril 1941, sous le commandement du Kapitänleutnant Heinz-Otto Schultze.
Il fut coulé par un navire de guerre français au milieu de l'Atlantique, en mars 1943.

## Conception
Unterseeboot type VII, l'U-432 avait un déplacement de 769 tonnes en surface et 871 tonnes en plongée. Il avait une longueur totale de 67,10 m, un maître-bau de 6,20 m, une hauteur de 9,60 m, et un tirant d'eau de 4,74 m. Le sous-marin était propulsé par deux hélices de 1,23 m, deux moteurs Diesel F46 de 6 cylindres produisant un total de 2 060 à 2 350 kW en surface et de deux moteurs électriques Siemens-Schuckert GU 343/38-8 produisant un total 550 kW, en plongée. Le sous-marin avait une vitesse en surface de 17,7 nœuds (32,8 km/h) et une vitesse de 7,6 nœuds (14,1 km/h) en plongée. Immergé, il avait un rayon d'action de 80 milles marins (150 km) à 4 nœuds (7,4 km/h; 4,6 milles par heure), en surface, son rayon d'action était de 8 500 milles nautiques (soit 15 700 km) à 10 nœuds (19 km/h).
L'U-432 était équipé de cinq tubes lance-torpilles de 53,3 cm (quatre montés à l'avant et un à l'arrière) et embarquait quatorze torpilles. Il était équipé d'un canon de 8,8 cm SK C/35 (220 coups) et d'un canon antiaérien de 20 mm Flak. Son équipage comprenait 46 sous-mariniers.

## Historique

### Patrouilles
Il sert dans la 3. Unterseebootsflottille (flottille d'entraînement et de combat) jusqu'à sa perte. 
Sa première patrouille est précédée d'un bref passage à Kiel, à Horten et à Trondheim.
Le sous-marin quitte Trondheim, le 25 août 1941 et patrouille dans l'Atlantique Nord, entre l'Islande et les îles Féroé. Il coule le Winterwijk et le Stargad le 10 septembre à l'est du Groenland. Le lendemain, il coule le Garm au nord-est de son précédent succès. Il se présente à Brest, le 19 septembre après 26 jours de mer.
Lors de sa deuxième patrouille il coule l' Ulea le 28 octobre au nord-est des Açores. Il rentre à Saint-Nazaire le 2 novembre après 23 jours de mer.
Sa troisième patrouille commence le 10 décembre avec son départ de Saint-Nazaire. C'est sa plus courte patrouille et également la dernière fois qu'il quitte ce port (La Rochelle, La Pallice, est son port d'attache jusqu'à sa perte). Il y arrive le 23 décembre, sans succès.
Sa quatrième patrouille du 21 janvier au 16 mars 1942 se passe vers la côte est du Canada et des États-Unis, où il coule des navires, y compris les navires marchands neutres brésiliens Buarque et Olinda, le 15 et le 18 février. Il envoie également par le fond les navires Miraflores et Azolea City le 19 et le 21 février.
Il rentre à La Rochelle après 55 jours en mer et 25 107 tonneaux de navires coulés.

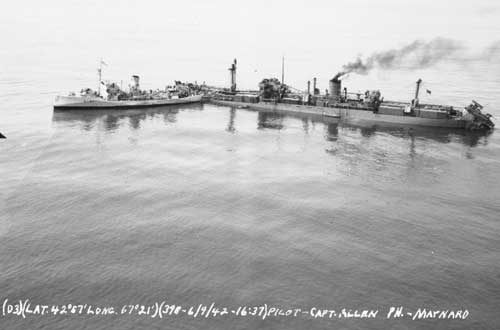
Le Kronprinsen remorqué par le HMCS Summerside après l'attaque de lU-432.

L'U-432 quitte La Rochelle le 30 avril 1942. Le 2 mai, il est légèrement endommagé lors d'une attaque aérienne, à l'ouest du golfe de Gascogne. Il navigue dans l'Atlantique où il coule le Zurichmoor le 23 et endommage le Kronprinsen le 9 juin. Il rentra après 64 jours en mer et 21 776 tonneaux de navires coulés.
Le 24 septembre, le sous-marin attaque le Pennmar au large de cap Farvel (Groenland), qui lui oppose une farouche résistance. L'U-Boot tire une première torpille qui est évitée. En surface, un échange de coups de feu a lieu. Pour éviter des pertes inutiles, le sous-marin plonge et tira quatre autres torpilles dont une au but. Sa sixième patrouille prend fin le 4 octobre après 51 jours en mer et 5 868 tonneaux de navires coulés.
Lors de sa septième patrouille il navigue au large du Portugal et des côtes Africaines. Il coule le Poitou au large du Maroc le 17 décembre.

### Perte
Lors de sa huitième patrouille, l'U-432 patrouille dans le Nord Ouest avec le groupe Wilfang et se trouve sur le chemin du retour vers La Rochelle lorsqu'il aperçoit par hasard le HMS Harvester stoppé (entre 09 h 00 et 10 h 00) le 11 mars 1943.
Il le coule en immersion périscopique avec deux torpilles lancées à environ 700 mètres de la cible. Avant l'attaque, le destroyer britannique avait été  gravement endommagé par l'U-444 (coulé) lors de l'attaque allemande contre le convoi HX-228. La corvette française des FNFL l'Aconit est envoyée sur le lieu du naufrage pour venir en aide aux naufragés du destroyer.
Au même moment, l'U-432 est à 35 mètres de profondeur. Les sous-mariniers déjeunent, fêtant apparemment leur victoire contre le Harvester, lorsque l'Aconit effectue son premier grenadage. L’appareillage électrique mis hors service, le sous-marin tente de plonger plus profondément. Le second grenadage provoque davantage de dégâts ; les moteurs diesel semblant intacts, le commandant fait surface pour s’échapper.
L'Aconit tire alors au canon contre l'U-Boot. Le premier coup au but atteint les moteurs, le deuxième touche la baignoire, faisant de nombreux morts dont le commandant.
L’équipage allemand abandonne le bateau, l’ingénieur mécanicien Leutnant Hans-Jürgen Besse se sacrifiant pour saborder le sous-marin, qui coule dans l'Atlantique à la position 51° 35′ N, 28° 20′ O. 
Cette attaque provoque la mort de 26 des 46 membres d'équipage. Les survivants sont repêchés par la corvette française et interrogés.

## Affectations
- 3. Unterseebootsflottille du 26 avril 1941 au 1er août 1941 (période de formation).
- 3. Unterseebootsflottille du 1er août 1941 au 11 mars 1943 (unité combattante).

## Commandement
- Kapitänleutnant Heinz-Otto Schultze du 26 avril 1941 au 15 janvier 1943 (Croix de chevalier de la croix de fer).
- Kapitänleutnant Hermann Eckhardt du 16 janvier 1943 au 11 mars 1943.

## Patrouilles
|       | Commandant                 | Départ           | Départ      | Arrivée           | Arrivée     | Jours     | Succès   |
| ----- | -------------------------- | ---------------- | ----------- | ----------------- | ----------- | --------- | -------- |
|       | Oblt. Heinz-Otto Schultze  | 30 juillet 1941  | Kiel        | 30 juillet 1941   | Horten      | 2 jours   |          |
|       | Oblt. Heinz-Otto Schultze  | 9 août 1941      | Horten      | 12 août 1941      | Trondheim   | 4 jours   |          |
| 1     | Oblt. Heinz-Otto Schultze  | 25 août 1941     | Trondheim   | 19 septembre 1941 | Brest       | 26 jours  | 10 778   |
| 2     | Oblt. Heinz-Otto Schultze  | 11 octobre 1941  | Brest       | 2 novembre 1941   | St. Nazaire | 23 jours  | 19 818   |
| 3     | Kptlt. Heinz-Otto Schultze | 10 décembre 1941 | St. Nazaire | 23 décembre 1941  | La Pallice  | 14 jours  |          |
| 4     | Kptlt. Heinz-Otto Schultze | 21 janvier 1942  | La Pallice  | 16 mars 1942      | La Pallice  | 55 jours  | 25 107   |
| 5     | Kptlt. Heinz-Otto Schultze | 30 avril 1942    | La Pallice  | 2 juillet 1942    | La Pallice  | 64 jours  | 21 776   |
| 6     | Kptlt. Heinz-Otto Schultze | 15 août 1942     | La Pallice  | 4 octobre 1942    | La Pallice  | 51 jours  | 5 868    |
| 7     | Kptlt. Heinz-Otto Schultze | 30 novembre 1942 | La Pallice  | 5 janvier 1943    | La Pallice  | 37 jours  | 310      |
| 8     | Kptlt. Hermann Eckhardt    | 14 février 1943  | La Pallice  | 11 mars 1943      | Coulé       | 26 jours  | 1 340    |
| Total | Total                      | Total            | Total       | Total             | Total       | 296 jours | 84 997 t |

### OpérationsWolfpack
L'U-432 prit part à sept Wolfpack (meutes de loup) durant sa carrière opérationnelle :
- Markgraf (28 août – 14 septembre 1941)
- Reissewolf (21-28 octobre 1941)
- Pfadfinder (21-27 mai 1942)
- Lohs (23 août – 22 septembre 1942)
- Sturmbock (23-26 février 1943)
- Wildfang (26 février – 5 mars 1943)
- Westmark (6-11 mars 1943)

## Navires coulés
L'Unterseeboot 432 coula 20 navires marchands pour un total de 67 991 tonneaux, 1 navire de guerre de 1 340 tonneaux et endommagea 2 navires marchands de 15 666 tonneaux au cours des 8 patrouilles qu'il effectua.
| Date              | Nom               | Nationalité | Tonnage | Fait      |
| ----------------- | ----------------- | ----------- | ------- | --------- |
| 10 septembre 1941 | Muneric           | Royaume-Uni | 5 229   | Coulé     |
| 10 septembre 1941 | Stargard          | Norvège     | 1 113   | Coulé     |
| 10 septembre 1941 | Winterswijk       | Pays-Bas    | 3 205   | Coulé     |
| 11 septembre 1941 | Garm              | Suède       | 1 231   | Coulé     |
| 17 octobre 1941   | Barfonn           | Norvège     | 9 739   | Coulé     |
| 17 octobre 1941   | Bold Venture      | Panama      | 3 222   | Coulé     |
| 17 octobre 1941   | Evros             | Grèce       | 5 283   | Coulé     |
| 28 octobre 1941   | Ulea              | Royaume-Uni | 1 574   | Coulé     |
| 15 février 1942   | Buarque           | Brésil      | 5 172   | Coulé     |
| 18 février 1942   | Olinda            | Brésil      | 4 053   | Coulé     |
| 19 février 1942   | Miraflores        | Royaume-Uni | 2 158   | Coulé     |
| 21 février 1942   | Azalea City       | USA         | 5 529   | Coulé     |
| 27 février 1942   | Marore            | USA         | 8 215   | Coulé     |
| 17 mai 1942       | Foam              | USA         | 324     | Coulé     |
| 23 mai 1942       | Zurichmoor        | Royaume-Uni | 4 455   | Coulé     |
| 31 mai 1942       | Liverpool Packet  | Canada      | 1 188   | Coulé     |
| 3 juin 1942       | Aeolus            | USA         | 41      | Coulé     |
| 3 juin 1942       | Ben and Josephine | USA         | 102     | Coulé     |
| 9 juin 1942       | Kronprinsen       | Norvège     | 7 073   | Endommagé |
| 9 juin 1942       | Malayan Prince    | Royaume-Uni | 8 593   | Endommagé |
| 24 septembre 1942 | Pennmar           | USA         | 5 868   | Coulé     |
| 17 décembre 1942  | Poitou            | France      | 310     | Coulé     |
| 11 mars 1943      | HMS Harvester     | Royal Navy  | 1 340   | Coulé     |